# Амір Кабір
Мірза Тагі Хан-е Фарахані (перс. میرزا تقی‌خان فراهانی), більш відомий як Амір Кабір (перс. امیرکبیر 9 січня 1807 р — 10 січня 1852),  був головним міністром Насер ад-Дін Шаха Каджара протягом перших трьох років його правління. Його багато хто вважає «першим реформатором Ірану», модернізатором, якого «несправедливо усунули», оскільки він намагався провести «поступові реформи» в Ірані. Амір Кабір заснував перший центр вищої освіти в Ірані та другу перськомовну газету в країні. Він заборонив підкуп, тортури підсудних і в'язнів, а також структурував іранську податкову та фінансову систему. Будучи прем'єр-міністром, він також наказав придушити бабізм і стратити засновника руху Баба . В останні роки свого життя він був засланий до саду Фін у Кашані та був убитий командою Насер ад-Дін Шаха 10 січня 1852 року.

## Історія та досягнення

### Початок кар'єри

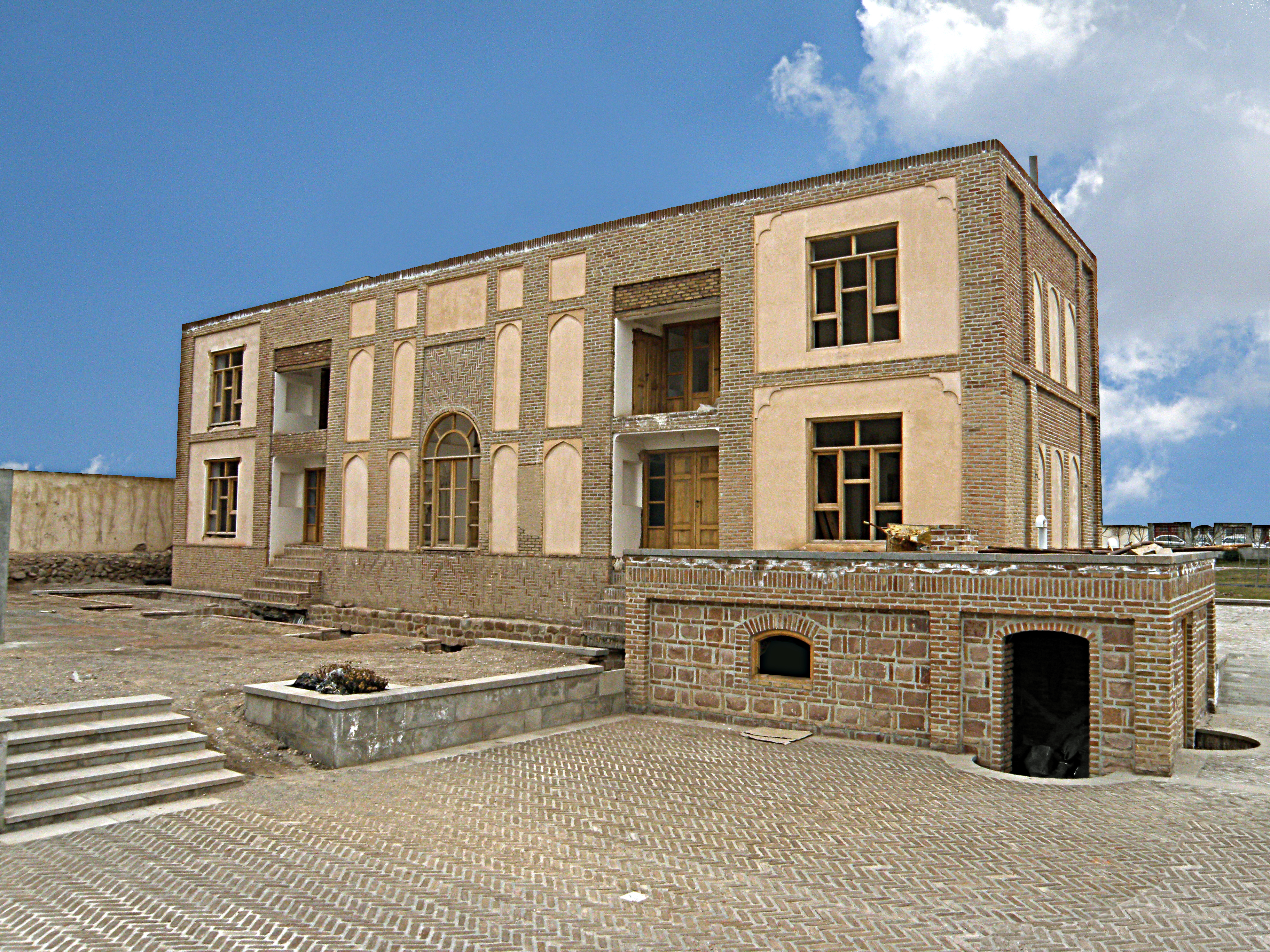
Будинок Аміра Кабіра в Тебрізі

Амір Кабір народився в Хазаве в районі Арак, на території нинішньої провінції Марказі в Ірані. [Його батько, Карбалай Мохаммад Корбан, вступив на службу до Мірзи Бозорга Каем-Макама з Фарахану на посаду кухаря, а коли Мірзу Бозорга призначили головним міністром Аббаса Мірзи, наслідного принца, в Тебрізі, Карбалай Корбан супроводжував його туди, взявши з собою сина. Амір Кабір спочатку допомагав батькові у виконанні домашніх обов'язків у господарстві Мірзи Бозорга, який розгледів у хлопчикові ознаки незвичайного таланту і віддав його на навчання до своїх дітей. Мірза Бозорг помер у 1237/1822 році, і його син Мірза Бозорг став наступником на посаді міністра при кронпринцові. Під егідою сина Амір Кабір вступив на державну службу, будучи призначеним спочатку на посаду лашкарневіса (військового реєстратора) азербайджанської армії. У 1251/1835 році його підвищили до посади мостофі-є незама, призначивши відповідальним за нагляд за фінансами азербайджанської армії, а через кілька років він став відповідальним за забезпечення, фінансування та організацію тієї ж армії, отримавши титул вазір-є незама.
Під час перебування на посаді Амір Кабір брав участь у багатьох місіях за кордоном. Майже чотири роки він провів в Ерзурумі у складі комісії з делімітації османсько-іранського кордону. Він чинив опір спробам виключити Мохаммарех (сучасний Хоррамшахр) з-під іранського суверенітету і змусити Іран виплатити компенсацію за військові вторгнення в район Солайманіє. У цьому він діяв незалежно від центрального уряду в Тегерані, який не тільки не зміг сформулювати послідовну політику щодо османів, але й виступав проти більшості ініціатив Аміра Кабіра. Хоча між Іраном та Османською державою було укладено певну форму договору, кордони все ще не були делімітовані, коли почалася Кримська війна і британські та російські посередники, які тепер воювали між собою, відійшли. Тим не менш, Амір Кабір з перших вуст дізнався про процедури міжнародної дипломатії, а також про цілі та політику Британії та Росії щодо Ірану. Це допомогло йому в розробці власної чіткої політики щодо цих двох держав, коли він став головним міністром.
Більше того, роки його перебування в Ерзурумі припали на час османської військової та адміністративної реформи, відомої під назвою «Танзімат». Певна обізнаність про них дійшла до Аміра Кабіра в Ерзурумі і надихнула його принаймні на один аспект його політики на посаді головного міністра: усунення впливу клерикалів на державні справи. Пояснюючи британському консулу в Тебрізі в 1265—1849 роках власну рішучість зробити авторитет держави першорядним, він сказав: «Османський уряд зміг почати відроджувати свою владу тільки після того, як зламав владу мулл».

### Реформи армії
Амір Кабір повернувся до Тебріза у 1263/1847 році. Через рік, зі збереженням посади і титулу вазір-е-незама, його призначили лала-баші або головним вихователем наслідного принца Насер-аль-Діна, якому ще не виповнилося й п'ятнадцяти років. Незабаром після цього, в Шаувалі, 1264 р./вересень 1848 р., Мохаммед Шах помер, і Насер ад-дін мав вирушити до Тегерану, щоб посісти трон. Але його міністр, Мірза Фатхаллах Насір-аль-Молк Аліабаді, не зміг зібрати необхідних коштів, тому Насер-ад-Дін звернувся до Аміра Кабіра, який вжив необхідних заходів. Довіра Насер-ад-Діна до аміра Кабіра зростала, і невдовзі після від'їзду з Тебріза він присвоїв йому звання аміра-незама з повною відповідальністю за всю іранську армію. Після прибуття до Тегерану він також призначив його головним міністром (шахс-е аввал-е Іран) з додатковими титулами амір-е кабір і атабак (Ḏu'l-qaʿda, 1264 р. / жовтень 1848 р.). Перший титул став його загальним позначенням; другий, використаний вперше з часів Салджуків, вказував на стосунки наставництва між міністром і його молодим господарем.
Його призначення на посаду головного міністра викликало обурення, особливо королеви-матері, Малек Джахан Ханом та інших принців, які були обурені скороченням Аміром Кабіром їхніх витрат та утримань. Інтриги його супротивників призвели до заколоту роти азербайджанських військ, розквартированих у Тегерані; але за сприяння імама П'ятничної молитви в Тегерані Мірзи Абуль-Касема, який наказав тегеранським купцям закрити базар і озброїтися, заколот було невдовзі придушено, і Амір Кабір повернувся до виконання своїх обов'язків.
Ще більший безлад панував у низці провінційних міст, особливо в Мешхеді. Наприкінці правління Мохаммед-шаха губернатором Хорасану був призначений Хамза Мірза Гешмат-аль-Доле, але його владу оскаржив Хасан-хан Салар, який за допомогою деяких місцевих вождів підняв повстання проти центрального уряду (1262/1846). Хамза Мірза залишив Машад Хасан-хану і втік до Герату. Амір Кабір відправив проти Хасан-хана дві армії, друга з яких, під командуванням Солтана Морад Мірзи, розбила його війська і взяла його в полон. Амір Кабір стратив його (1266/1850) разом з одним із синів і одним із братів — покарання безпрецедентної жорстокості для такого провінційного опору центральній владі і явна ознака наміру Аміра Кабіра утвердити прерогативи держави.

### Адміністративні реформи
Після відновлення порядку в провінціях Амір Кабір звернувся до широкого спектру адміністративних, культурних та економічних реформ, які стали головним досягненням його короткого міністерства. Його безпосереднім успіхом стала вакцинація іранців від віспи, яка врятувала життя багатьох тисяч, якщо не мільйонів людей[1]. Зіткнувшись з порожньою скарбницею після прибуття до Тегерану, він насамперед взявся за збалансування державного бюджету, намагаючись збільшити джерела надходжень і зменшити державні витрати. Щоб допомогти йому в цьому, він створив бюджетний комітет на чолі з Мірзою Юсофом Мостофі-аль-Мамалеком, який оцінив дефіцит бюджету в один мільйон іранських томанів. Після цього Амір Кабір вирішив різко скоротити зарплати державних службовців, часто вдвічі, і скасувати велику кількість стипендій, що виплачувалися пенсіонерам, які мало або взагалі не працювали на державній службі. Цей захід збільшив його непопулярність серед багатьох впливових осіб і, таким чином, сприяв його остаточній ганьбі та смерті.
Водночас він намагався стягнути прострочені податки з губернаторів провінцій і племінних вождів, відправляючи в кожну провінцію країни асесорів і збирачів. Збір митних зборів, який раніше передавався приватним особам, тепер став безпосередньою відповідальністю центрального уряду, а рибальство на Каспії, важливе джерело доходів, було виведено з-під російської монополії і передано в підряд іранцям.
Управління королівськими землями (халесаджат) було переглянуто, а доходи, отримані з них, стали більш ретельно контролюватися, ніж раніше. В основу оподаткування інших земель було покладено врожайність і продуктивність, а не площу, а раніше занедбані землі було введено в обробіток. Ці різноманітні заходи для заохочення сільського господарства і промисловості також приносили користь скарбниці, підвищуючи рівень національного добробуту, а отже, і податкоспроможність.
Особливий інтерес викликає турбота Аміра Кабіра про економічний розвиток Хузестану (тоді відомого як «Арабестан»), який він визначив як територію стратегічного значення, з огляду на його розташування на початку Перської затоки, а також потенційного процвітання. Він запровадив у провінції вирощування цукрової тростини, побудував дамбу Насері на річці Кархе та міст у Шуштарі, а також розробив плани розвитку Мохаммари. Він також вжив заходів для заохочення посадки американської бавовни поблизу Тегерана та Урмії.

### Дар аль-Фанун і культурні досягнення

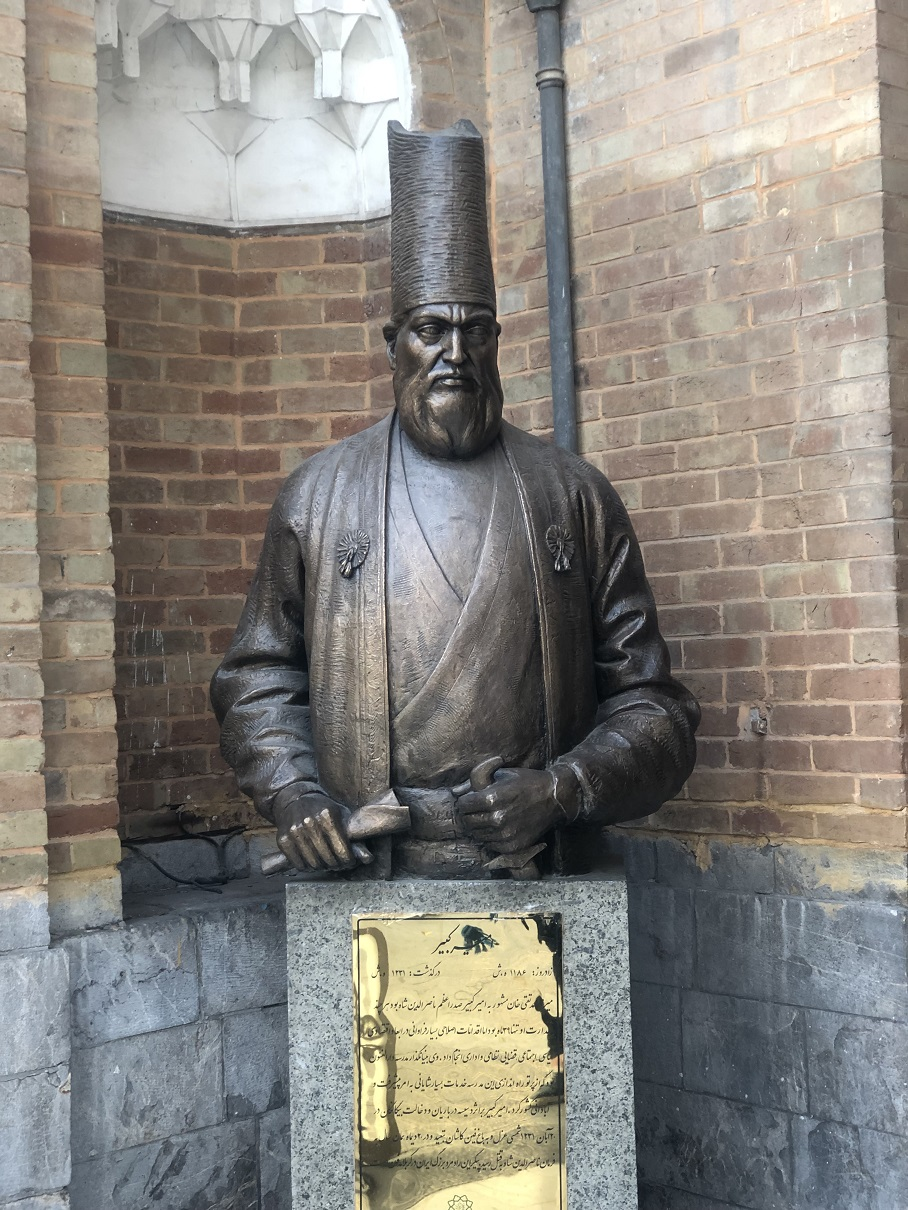
Статуя Аміра Кабіра в Даролфонуні

Серед різноманітних заходів, вжитих Аміром Кабіром, заснування Darolfonun у Тегерані було, мабуть, найтривалішим за своїм ефектом. Десятиліттями пізніше багато частин цього закладу було перетворено на Тегеранський університет а решта стала середньою школою Даролфонун . Початковою метою закладу було навчання офіцерів і державних службовців для відновлення держави, розпочатого Аміром Кабіром, але як перший навчальний заклад, що викладав сучасне навчання, він мав набагато ширший вплив. Серед предметів, які викладалися, були медицина, хірургія, фармакологія, природнича історія, математика, геологія та природознавство. Інструктори були здебільшого австрійцями, завербованими у Відні Дауд Ханом, ассирійцем, який познайомився з Аміром Кабіром під час роботи османсько-іранської прикордонної комісії. На той час, коли інструктори прибули до Тегерана в Мохаррамі, 1268/листопад 1851 року, Аміра Кабіра вже було звільнено, і прийняти їх випало Дауд Хану. Австрійські інструктори спочатку не знали перської мови, тому для допомоги у викладанні довелося найняти перекладачів; але деякі з них незабаром вивчили перську досить добре, щоб складати підручники цією мовою з різних природничих наук. Вони мали вплинути на еволюцію більш простого та ефективного прозового стилю в перській мові, ніж існував раніше. Дар уль-Фунун мав значні коливання в наборі, головним чином через коливання зобов'язань шаха щодо фінансування закладу. Явне зниження інвестицій стало очевидним, коли відвідувач повідомив у 1870 році, що в закладі навчається сімдесят студентів і лише один європейський інструктор. Мірза Ака Хан Нурі, наступник Аміра Кабіра, намагався переконати Насер-аль-Діна Шаха скасувати весь проект, але Даролфонун незабаром став посмертним пам'ятником своєму засновнику.
Амір Кабір зробив другий опосередкований внесок у розробку перської мови як сучасного засобу масової інформації, заснувавши газету Vaqayeʿ-ye Ettefaqiyeh, яка збереглася під різними назвами аж до правління Мозаффар-ад-дін-шаха . Мінімальний тираж був забезпечений, вимагаючи передплати від кожного чиновника, який заробляв понад 2000 ріалів на рік. Засновуючи журнал, Амір Кабір сподівався надати більшої ефективності урядовим постановам, довівши до них увагу громадськості; таким чином текст декрету, що забороняє стягнення союрсату, був опублікований у третій частині газети. Він також хотів ознайомити своїх читачів зі світовими політичними та науковими подіями; серед матеріалів, про які повідомлялося в перший рік публікації, були боротьба Мадзіні проти імперії Габсбургів, розробка проекту Суецького каналу, винахід повітряної кулі, перепис населення Англії та дії канібалів на Борнео.
Усі перелічені вище заходи мали на меті створення впорядкованої і процвітаючої країни з беззаперечною владою центрального уряду. Цій меті частково перешкоджали улеми, які протягом усього періоду Каджарів заперечували легітимність держави і часто намагалися здійснювати незалежну владу, яка конкурувала з центральною владою. Амір Кабір вжив низку заходів, спрямованих на обмеження їхнього впливу, передусім у сфері права. Спочатку він намагався замінити суди шаріату в столиці, сам розглядаючи справи, що потрапляли до нього на розгляд; він відмовився від цієї спроби, коли зрозумів, що недостатність його юридичних знань призвела до винесення ним невірних вироків. Тоді він встановив непрямий контроль над судами шаріату, виділивши один з них, який користувався його особливою прихильністю, і призначивши диван-хану, найвищій інстанції юрисдикції шаріату, більш помітну роль. Усі справи мали передаватися на розгляд до диван-хани, перш ніж потрапляти до шаріатського суду, обраного державою, і будь-який вирок, винесений шаріатським судом, був дійсним лише за умови його затвердження диван-ханою. Крім того, будь-яка справа, що стосувалася представників немусульманських меншин, належала виключно до юрисдикції диван-хана. Не задовольняючись таким обмеженням прерогатив шаріатських судів, Амір Кабір вжив суворих заходів проти суддів шаріату, викритих у хабарництві або нечесності; так, Молла Абд-ар-Рахім Боруджерді був висланий з Тегерана, коли запропонував вирішити справу, пов'язану з одним із слуг Аміра Кабіра, на догоду міністрові.
Амір Кабір також намагався зменшити владу клерикалів, обмеживши можливість улемів надавати притулок (баст) у своїх резиденціях і мечетях. У 1266/1850 роках баст було скасовано, наприклад, у Масджед-шах у Тегерані, хоча після падіння Аміра Кабіра його було відновлено. У Тебрізі тривалий час намагалися зберегти луб'яне в різних мечетях міста, і навіть вдавалися до нібито чудесного випадку з коровою, яка двічі втекла зі скотобійні, забігши до святині, відомої як Boqʿa-ye Saheb-al-amr. Безпосередніх винуватців «дива» привезли до Тегерана, а невдовзі вигнали емам-е джом'я і шейх-аль-еслама Тебріза, які звели цивільне управління в місті до фактичного безсилля. Менш реальним було бажання Аміра Кабіра заборонити тазіє, шиїтську «виставу пристрастей», що розігрується в Мохаррам, а також публічне самобичування, яке відбувалося під час жалоби. У своїй спробі заборонити ці обряди він заручився підтримкою кількох улемів, але був змушений поступитися перед обличчям сильної опозиції, особливо з Ісфагану та Азербайджану.

### Меншини
Амір Кабір виявляв здебільшого доброзичливий інтерес до немусульманських меншин Ірану, хоча і з метою зміцнення своєї держави. В Ерзурумі він дізнався, як європейські держави втручалися в справи Османської імперії під приводом «захисту» християнських меншин, і були ознаки того, що Британія, Росія і Франція сподівалися на подібні вигоди від ассирійців і вірмен Ірану. Тому він вирішив усунути будь-які можливі претензії і, отже, будь-яку потребу в іноземному «захиснику». Він звільнив священиків усіх конфесій від оподаткування і надав матеріальну підтримку християнським школам в Азербайджані та Ісфагані. Крім того, він встановив тісні стосунки з зороастрійцями Йезда і віддав суворий наказ губернаторові міста, щоб вони не зазнавали утисків і не обкладалися довільними податками. Він також заборонив спроби насильницького навернення мандейської громади в іслам, які робилися в Шуштарі.

### Зовнішня політика
Зовнішня політика Аміра Кабіра була такою ж інноваційною, як і його внутрішня політика. Йому приписують роль піонера політики «негативної рівноваги» (не надання поступок ні Британії, ні Росії), яка згодом стала впливовою в іранських зовнішніх відносинах. Так, він скасував угоду, згідно з якою росіяни мали керувати торговим центром і лікарнею в Астарабаді, і спробував покласти край російській окупації Ашураде, острова в південно-східному куті Каспійського моря, а також правам російських кораблів на якірну стоянку в лагуні Анзалі.
На півдні Ірану він докладав аналогічних зусиль, щоб обмежити британський вплив у Перській затоці, і відмовляв Британії у праві зупиняти іранські кораблі в Перській затоці під приводом пошуку рабів. Не дивно, що він часто конфліктував з Долгоруким і Шейлом, представниками Росії та Британії в Тегерані. Щоб протидіяти британському та російському впливу, він намагався налагодити відносини з державами, які не мали прямих інтересів в Ірані, зокрема з Австрією та Сполученими Штатами. Насамкінець можна зазначити, що він створив контршпигунську організацію, яка мала агентів у російському та британському посольствах[1].

## Придушення бабіїв і страта Баба
Амір Кабір вважав послідовників бабізму, попередника Віри Бахаї, загрозою і репресував їх. Він придушив заворушення Бабі в 1848-51 роках і особисто наказав стратити Сім мучеників Тегерана і стратити Баба, засновника руху. Абдул-Баха називав Аміра Кабіра найбільшим з гнобителів релігії, але також визнав його значні урядові реформи.
Виклик і неортодоксальний характер претензій Баба спровокував опозицію з боку шиїтського істеблішменту, що змусило цивільну владу Каджарського Ірану втрутитися на боці священнослужителів. Незважаючи на те, що протягом перших трьох з половиною років руху та під час правління Мохаммада Шаха (травень 1844 — кінець 1847), відомо, що жоден Бабі був страчений за свою віру, кілька провідних Бабі були переслідувані за свою діяльність; наприклад Мулла ʻАлій-і-Бастамі, один із перших послідовників Баба, був заарештований і відданий під суд в Османському Іраку в січні 1845 р. і засуджений до роботи на морських верфях у Стамбулі, де незабаром і помер.
Однак у 1848 році, після смерті Мохаммада Шаха та вступу на престол нового короля-підлітка Насер ад-Дін Шаха та прем'єрства Аміра Кабіра, обставини змінилися, і між Бабі та урядом і духовенством виникла низка протистоянь  що призвело до різанини кількох тисяч Бабі.
Перше велике вбивство бабіїв, зафіксоване в історії, відбулося в Казвіні. Відтоді напади на бабіїв з боку відомих священнослужителів та їхніх послідовників почастішали, а деякі бабії почали носити зброю.[1] У віддалених та ізольованих місцях на розсіяних бабіїв легко нападали і вбивали, тоді як у місцях, де проживала велика кількість бабіїв, вони діяли з метою самозахисту. [Один з таких нападів стався в Баболі Мазандарана, де проходила група бабіїв під керівництвом мулли Хусейна Бушруї.[3] На них напав натовп на чолі з місцевим священнослужителем, і між двома групами почалася бійка. Бабії знайшли притулок у сусідній святині Шейха Табарсі[3]. Звинувачені опонентами в бунті, вони згодом зазнали нападів з боку різних місцевих і національних сил. Після семи місяців облоги, сильно ослаблені голодом і власною втратою людей, вони відповіли на клятвенні обіцянки перемир'я і були здебільшого вбиті[3]. Після цього відбулися ще дві великі сутички між бабіями та їхніми супротивниками в містах Занджан і Нейріз на півночі та півдні Ірану відповідно, а також менший конфлікт в Йезде. Загалом у цих конфліктах було вбито кілька тисяч бабіїв[1]. У трьох основних конфліктах в Хабарсі, Занджані та Нейрізі бабії були звинувачені своїми ворогами у повстанні проти уряду[4]. [Втім, у всіх трьох випадках бої, що відбувалися, мали оборонний характер і не вважалися наступальним джихадом, оскільки баби цього не дозволяли, а у випадку двох міських конфліктів (Нейріз і Занджан) вони були пов'язані з соціальною та політичною напруженістю, що вже існувала в містах[4][5].
Після конфлікту з абарсі простої приналежності до баба могло бути достатньо для винесення смертного вироку. Один із відомих прикладів — коли Амір Кабір особисто наказав публічно відрубати голови сімом видатним бабам високого соціального рангу (трьом купцям, двом священнослужителям, провідному дервішу та урядовцю) у лютому 1850 року. Ці семеро могли легко врятувати своє життя, відмовившись від своєї віри, але вони відмовилися[1].
У середині 1850 року Амір Кабір наказав стратити Баба, за яким послідували вбивства багатьох інших бабіїв.[9] Баб стояв на своєму, незважаючи на сильний тиск, щоб відректися і отримати свободу.[1][2][3] Згодом його публічно стратили через розстріл у Тебрізі, що стало першою стратою такого роду в Ірані, щоб придушити рух бабіїв і продемонструвати відновлену владу каджарського уряду на чолі з новим міністром, Аміром Кабіром.[1]
Протистояння між Аміром Кабіром і бабіями було між двома баченнями сучасності. Амір Кабір передбачав державні реформи, які були авторитарними та світськими, тоді як бабісти виступали за всеохоплююче релігійне оновлення, запропоноване Бабом, яке наголошувало, серед інших вчень, на прогресивному одкровенні, скасуванні священства, незалежному розслідуванні релігійних питань без потреби духовенства та покращенні статусу жінки .
Бабії виступали за низову революцію, щоб реформувати релігійну доктрину і виправити проблеми клерикального класу і суспільства в цілому.[1] Амір Кабір, з іншого боку, прагнув усунути всі прояви релігійного інакомислення, безуспішно намагаючись підпорядкувати клерикальний клас владі держави.[1] Натхненний європейськими ідеями секуляризм Аміра Кабіра суперечив серйозному перегляду релігійних догматів, особливо якщо вони могли порушити безпеку і порядок. [Відмовивши бабіям у шансі на виживання як життєздатній альтернативі, держава Каджар підтвердила неперевершений статус духовенства як єдиного арбітра релігійних норм[1]. З придушенням руху бабіїв шанси на місцевий рух змін перестали існувати на десятиліття вперед, і Амір Кабір мимоволі розчистив шлях для консолідації влади духовенства на решту століття і далі.[2].

## Відсторонення та страта

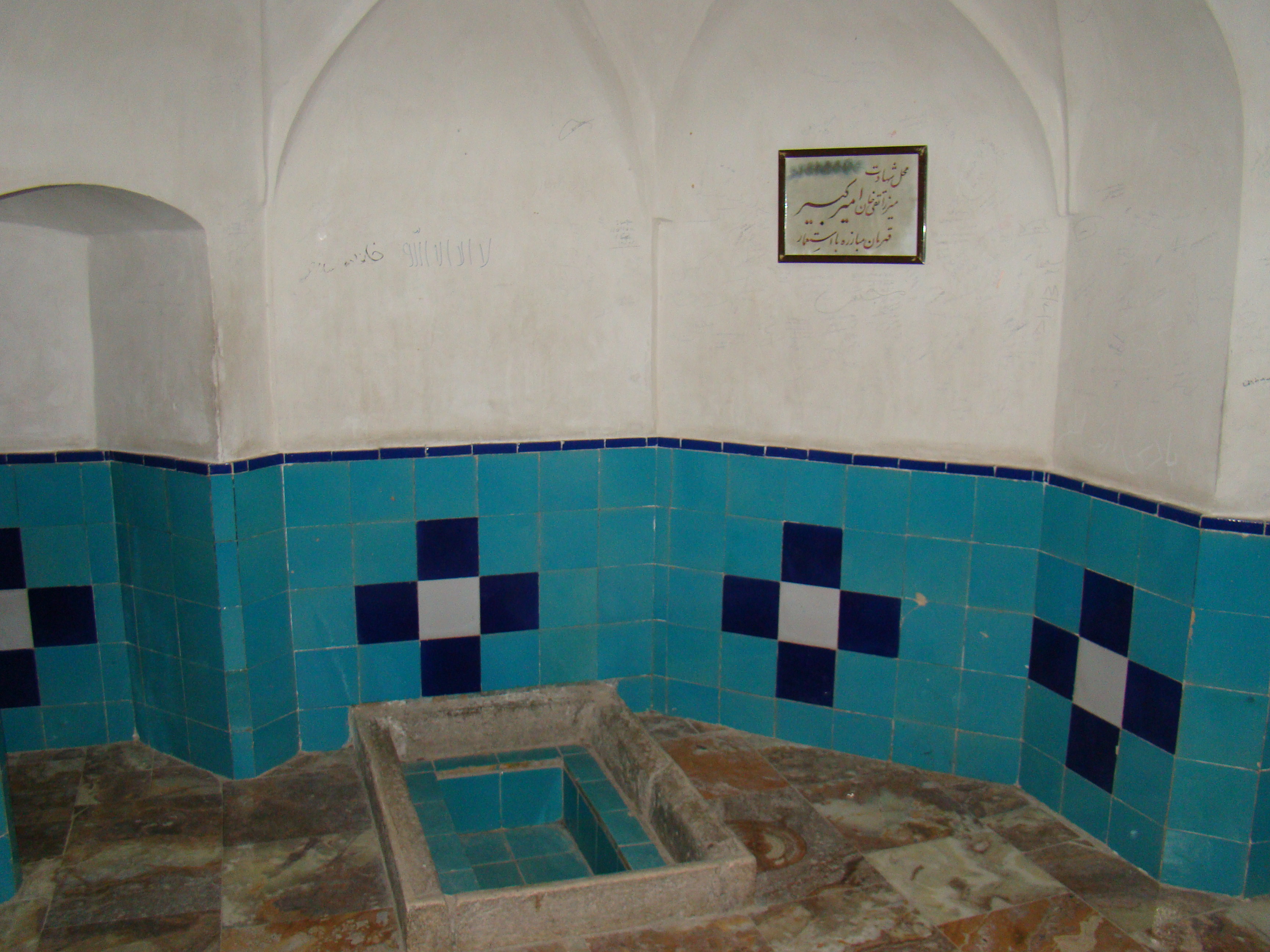
Місце вбивства Аміра Кабіра в саду Фін

Від самого початку політика Аміра Кабіра викликала ворожість у впливових колах іранської еліти, особливо у найближчому оточенні монарха, чиї пенсії та доходи були різко скорочені внаслідок його фінансових реформ. Пізніше проти нього також виступили ті, хто заздрив його численним посадам; їх сильно підтримували іноземні держави, чий вплив значно зменшився під його керівництвом. Таким чином, серед цієї опозиції сформувалася коаліція, до якої увійшли королева-мати, Мірза Ака Хан-е Нурі (лейтенант Аміра Кабіра, відомий як англофіл) та Мірза Юсуф Хан Аштіяні (головний бухгалтер двору, відомий як русофіл)[1].
Коли підліток Насір ад-Дін Шах почав проявляти власну незалежність в управлінні державою, він потрапив під сильний вплив королеви-матері. Під її впливом Амір Кабір був розжалуваний лише до начальника армії і замінений Нурі на посаді прем'єр-міністра. Цей перехід ознаменував відмову «від … реформаторських заходів на користь традиційної практики управління»[1]. Боротьба за владу в уряді врешті-решт призвела до його арешту і вигнання зі столиці за постійного втручання Росії та Великої Британії. Амір Кабір був відправлений до Кашану під примусом і утримувався в ізоляції за шахським указом. Його стратили через шість тижнів після того, як королева-мати і його кат Алі Хан Фараш-баші переконали короля, що Амір Кабір незабаром отримає захист від росіян, що, можливо, дозволить йому зробити спробу відновити контроль над урядом силою. Молодий шах, можливо, був схильний повірити цим звинуваченням через зарозумілість і зневагу до протоколу, які Амір Кабір демонстрував з самого початку своєї урядової кар'єри в Тебрізі. Амір Кабір був убитий у Кашані 10 січня 1852 року. Багато хто вважає, що разом з ним померла перспектива незалежного Ірану, керованого меритократією, а не кумівством.

## Спадок
Серед своїх іранських сучасників Амір Кабір отримав похвалу від кількох поетів того часу, зокрема Соруша та Каані, але його заслуги перед Іраном залишалися загалом недооціненими в період Каджарів. Сучасна іранська історіографія віддає йому належне, зображуючи його як одного з небагатьох здібних і чесних державних діячів, що з'явилися в епоху Каджарів, і предтечу різних політичних і соціальних змін, що відбулися приблизно через півстоліття:
- Дамба Аміра Кабіра, урочисто відкрита в 1961 році, названа на його честь.
- Тегеранська політехніка, заснована в 1958 році, була перейменована на Аміркабірський технологічний університет на його честь у 1979 році.
- Amirkabir, відомий видавець, заснований у 1949 році.

## Екранізації образу
- Аміра Кабіра Фарахані зіграв актор Даріуш Арджманд у фільмі Мохсена Махмальбафа «Насереддін Шах», Actor-e Cinema.
- Його також зображує Саїд Нікпур в іранському телесеріалі «Амір Кабір».
- Його також зобразив Насер Малек Моті в іранському телесеріалі «Солтан-е Сахебгаран».